# Feng Bao 1
El Feng Bao 1, también denominado Fengbao 1 (literalmente, Tormenta), es un cohete chino de dos etapas desarrollado a finales de los años 1960 y competidor directo del Larga Marcha 2 o CZ-2. 

## Historia
El lanzador Feng Bao 1 fue desarrollado, al igual que su competidor el Larga Marcha 2, CZ-2, a partir del misil balístico intercontinental DF-5. Se desarrolló en Shanghái en la Segunda Oficina de Industria Electromecánica de Shanghái, desde finales de 1969 durante el período de la Revolución Cultural (1966-1976). Al mismo tiempo, el lanzador CZ-2 con las mismas características fue desarrollado en Beijing por el CALT que ya había desarrollado el lanzador ligero Larga Marcha 1. El desarrollo de Feng Bao 1 está vinculado a la posición dominante de la esposa de Mao Zedong, Jiang Qing , miembro de la Banda de los cuatro, que logra imponer contra la lógica la construcción de un segundo lanzador en la ciudad que sirve de bastión político. Su caída en desgracia a finales de 1976 a la muerte de Mao Zedong, unido al hecho de que el FB-1 era ligeramente menos eficiente que el CZ-2, llevó a la interrupción de la construcción del lanzador. Pero la empresa de Shanghái, rebautizada como Academia de Tecnología de Vuelo Espacial de Shanghái (SAST), volverá construir de un lanzador cuando se tome la decisión de fabricar el cohete Larga Marcha 4 evolución del larga Marcha 2 con la intención de servir de lanzador de reemplazo en caso de que el desarrollo de Larga Marcha 3 fracasara.
El primer lanzamiento, de prueba, de un FB-1 tuvo lugar el 10 de agosto de 1972, y el último, el 19 de septiembre de 1981. En total se lanzaron 11 FB-1, de los cuales 4 fallaron.

## Desarrollo
La decisión de realizar un cohete competidos de CZ-2 en Shanghái se enfrentó con diversos contratiempos. Falta de herramientas y material; las instalaciones tuvieron que modificarse de urgencia para dar cabida al material necesario; parte del personal tuvo que recibir nuevas competencias en el instituto de Beijing. Y personal de Beijing tubo que desplazarse temporalmente a Shanghái. Se presentaron problemas en la soldadura de la aleación de aluminio-cobre del cohete. El desarrollo del programa informático de control de vuelo también resultó difícil, debido a la novedad de la tecnología se requirió la colaboración del centro de computación de Shanghái. Pero las dificultades fueron superadas y en poco tiempo se tenía el prototipo desarrollado. Inicialmente el motor de la segunda etapa iba a ser bastante diferente al de CZ-2 pero no se realizaron suficientes pruebas en tierra y el control de calidad estaba relajado, lo cual propicio alguno de los fallos posteriores del motor, por pérdida de potencia, en los lanzamientos y se sustituyó por uno similar al del CZ-2. Esto hizo que disminuyeran, aún más, las diferencias entre ambos modelos.
El Feng Bao 1 se encargó de situar en órbita tres satélites artificiales, para lo cual se debió disminuir el peso del vehículo, par lo cual se disminuyó el grosor de las paredes de los tanques de combustible, con un menor coeficiente de seguridad, simplificar el cableado, se han miniaturizado componentes. Se mejoró la gestión del combustible, especialmente en el apagado y encendido de las etapas. Se mejoró el control de dirección para poder colocar los sucesivos satélites en órbita.

## Especificaciones
Las características del FB-1 son prácticamente idénticas a las del lanzador Larga Marcha 2 y se derivan directamente del misil DF-5. El lanzador, puede colocar 2.5 toneladas en órbita terrestre baja, tiene una masa total de 191.7 toneladas para una altura de 33 metros y un diámetro de 3.35 metros. Se compone de dos etapas impulsadas por motores que funcionan con una mezcla de propergoles almacenable a alta temperatura: tetraóxido de dinitrógeno de combustible y  UDMH de comburente. La primera etapa de una masa de 150,4 toneladas métricas es accionado por cuatro motores YF-20A que tiene un empuje total de 268 toneladas en el despegue y un impulso específico a nivel del mar de 258 segundos. La segunda etapa tiene una masa de 38.3 toneladas y está impulsada por un motor YF-22/23 con un empuje de 76 toneladas y un pulso específico en el vacío de 295 segundos.
- Carga máxima a OTB: 2500 kg a una órbita de 200 km.
- Apogeo: 1000 km.
- Empuje en despegue: 2679 kN.
- Masa total: 191.700 kg.
- Diámetro: 3,35 m.
- Longitud total: 33 m.
- Propulsión: N2O4 y UDMH, para ambas etapas.

## Historial de lanzamientos
Se lanzó 11 veces, incluidas 4 fallos, desde el punto de disparo LA-2B del Centro Espacial de Jiuquan. Estos lanzamientos incluyen 3 vuelos surborbitales, 6 lanzamientos del satélite de reconocimiento JSSW, descontinuados, y dos lanzamientos de satélites científicos de la serie Shi jian.
| Fecha / Hora UTC                 | Número de serie | Carga útil                                     | NSSDC-ID  | notas                                                                   |
| -------------------------------- | --------------- | ---------------------------------------------- | --------- | ----------------------------------------------------------------------- |
| 10 de agosto de 1972 / 00h32     | 701-02          | Shiyan Peizhong                                | 1972-S281 | Vuelo surborbital altitud 200 km                                        |
| 18 de septiembre de 1973 / 12h12 | 701-03          | JSSW-1                                         | 1973-F07  | Fallo en el lanzamiento                                                 |
| 12 de julio de 1974 / 13h55      | 701-04          | JSSW 2                                         | 1974-F05  | Fallo: lanzador destruido debido a la pérdida de control de orientación |
| 26 de julio de 1975 / 13h30      | 701-05          | JSSW 3                                         | 1975-050  |                                                                         |
| 16 de diciembre de 1975 / 09h21  | 701-06          | JSSW 4                                         | 1975-119  |                                                                         |
| 30 de agosto de 1976 / 11h45     | 701-07          | JSSW 5                                         | 1976-087  |                                                                         |
| 10 de noviembre de 1976 / 09h05  | 701-08          | JSSW 6                                         | 1976-F03  | Fallo                                                                   |
| 14. septiembre 1977 / 00h15      | 701(II)-01      |                                                | 1977-S246 | Vuelo surborbital altitud 200 km                                        |
| 15 de abril de 1978 / 16h39      | 701(II)-02      |                                                | 1978-S112 | Vuelo surborbital altitud 200 km                                        |
| 27 de julio de 1979 / 21h28      | XCZ-1-02        | Shj Jian 2                                     | 1979-F02  | Fallo debido al mal funcionamiento de la segunda etapa                  |
| 19 de septiembre de 1981 / 21h28 | XCZ-1-02        | Tres satélites Shi jian : SJ 2 / SJ 2A / SJ 2B | 1981-093  |                                                                         |